# Танузио Топия
Тануш Топия или както остава известен в латинските извори Танузио Топия (на албански: Tanush Topia, на латински: Tanusio Thopia) († около 1338 г.) е средновековен албански благородник, на служба на принцовете на Таранто Филип I през 1294 – 1332 г. и на Робер през 1332 – 1346 г., както и на херцозите на Драч Жан и Карло.
Тануш произхожда от знатния род Топия. Името Тануш е албански ендоним за Атанас. Владеел е земите в областта Мат или Матия в днешна Централна Албания.
Тануш е споменат през 1329 г. като един от графовете на Албания. В акт на Робер, краля на Неапол, от 15 април 1338 г. Тануш е споменат като граф на Матия (conte di Matia).
Неговият син или брат Андреа I Топия, който през 1338 г. наследява от него областта Мат, се влюбва в незаконородена дъщеря на крал Робер и се жени за нея без кралското позволение. Раждат им се трима сина – Георги Топия, Доменико Топия (станал епископ на Драч през 1359 г., след това архиепископ на Задар) и Карло Топия.. Вбесен обаче крал Робер под предлог за помирение кани двойката в Неапол и ги екзекутира.